# Eswatini na Mistrzostwach Świata w Lekkoatletyce 2019
Eswatini na Mistrzostwach Świata w Lekkoatletyce 2019 – reprezentacja Eswatini podczas mistrzostw świata w Doha liczyła 2 zawodników, startujących w 2 konkurencjach.

## Skład reprezentacji

### Kobiety
| Zawodniczka  | Konkurencja | Kwalifikacje | Kwalifikacje | Finał | Finał   | Źródło |
| Zawodniczka  | Konkurencja | Wynik        | Pozycja      | Wynik | Pozycja | Źródło |
| ------------ | ----------- | ------------ | ------------ | ----- | ------- | ------ |
| Erika Seyama | skok wzwyż  | 1,70         | 29.          | NQ    | NQ      | [ 1 ]  |

### Mężczyźni
| Zawodnik           | Konkurencja   | Eliminacje | Eliminacje | Półfinał | Półfinał | Finał | Finał   | Źródło |
| Zawodnik           | Konkurencja   | Wynik      | Pozycja    | Wynik    | Pozycja  | Wynik | Pozycja | Źródło |
| ------------------ | ------------- | ---------- | ---------- | -------- | -------- | ----- | ------- | ------ |
| Sibusiso Matsenjwa | bieg na 200 m | 20,85      | 40.        | NQ       | NQ       | NQ    | NQ      | [ 2 ]  |